# Fällforsån

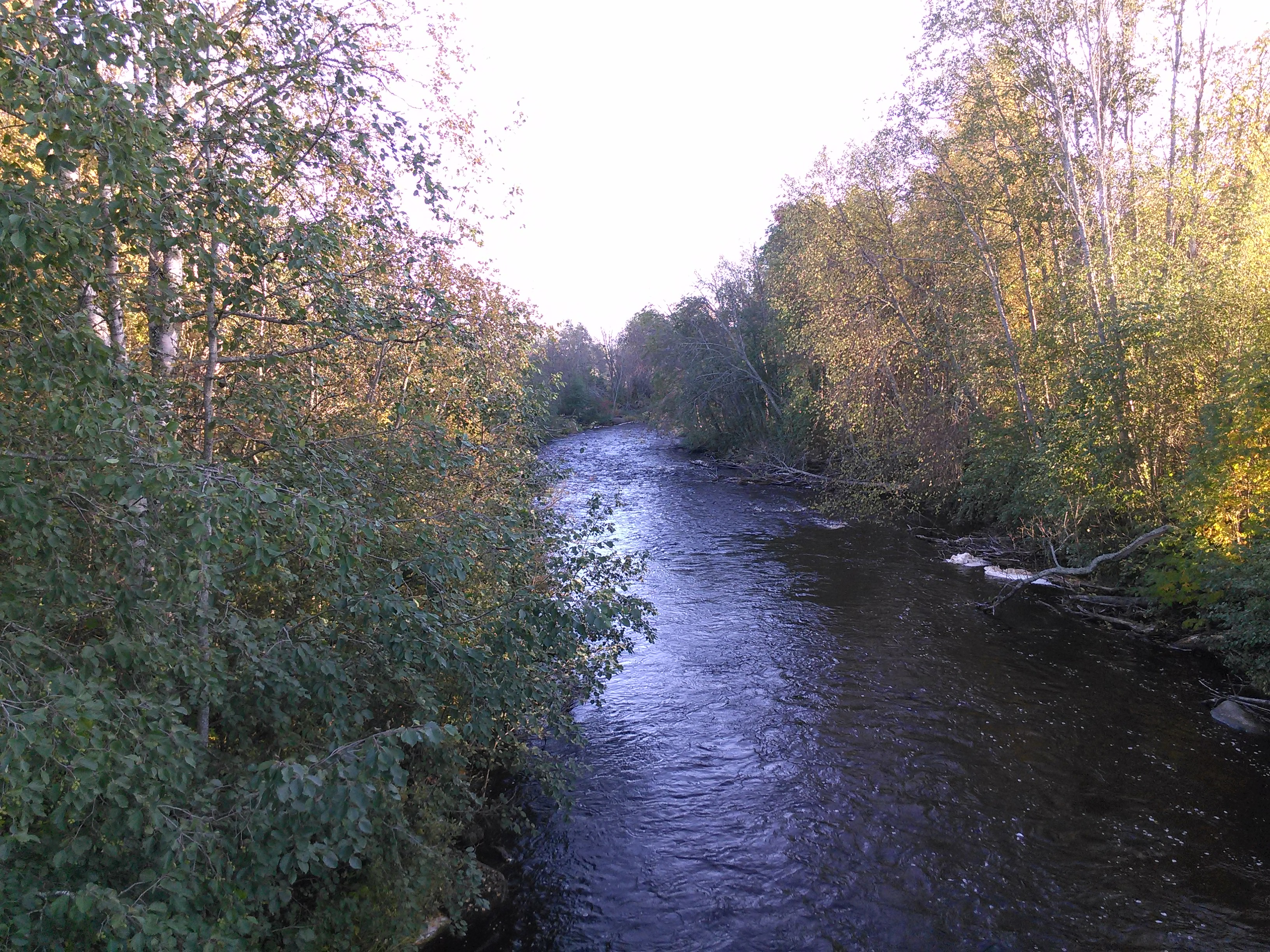
Bild på Fällforsån i Ersmark.

Fällforsån är det största biflödet till Tavelån, och rentav något större än den senare vid sammanflödet i Ersmark i Umeå kommun. Ca 30 km lång, flodområde ca 170 km². 
Fällforsån bildas där Västerån från Skärträsket och Österån från Mickelträsket flyter samman norr om byn Ådala. Omkring 16 km senare passeras byn Fällforsån, tidigare även kallad Fällforså by . Namnet Fällforsån har troligen sitt ursprung ur benämningen ”fälla”, alltså ett hygge eller fällda träd för svedjebruk. Strax norr om byn finns såväl naturnamnet Svidjan som Svidjeforsen.
Sedan Tavelån under 1980- och 1990-talen bedömts som försurad inleddes år 1993  kalkning av Fällforsån, vilket bidragit till en halvering av försurningseffekten.